# Ponte Megyeri

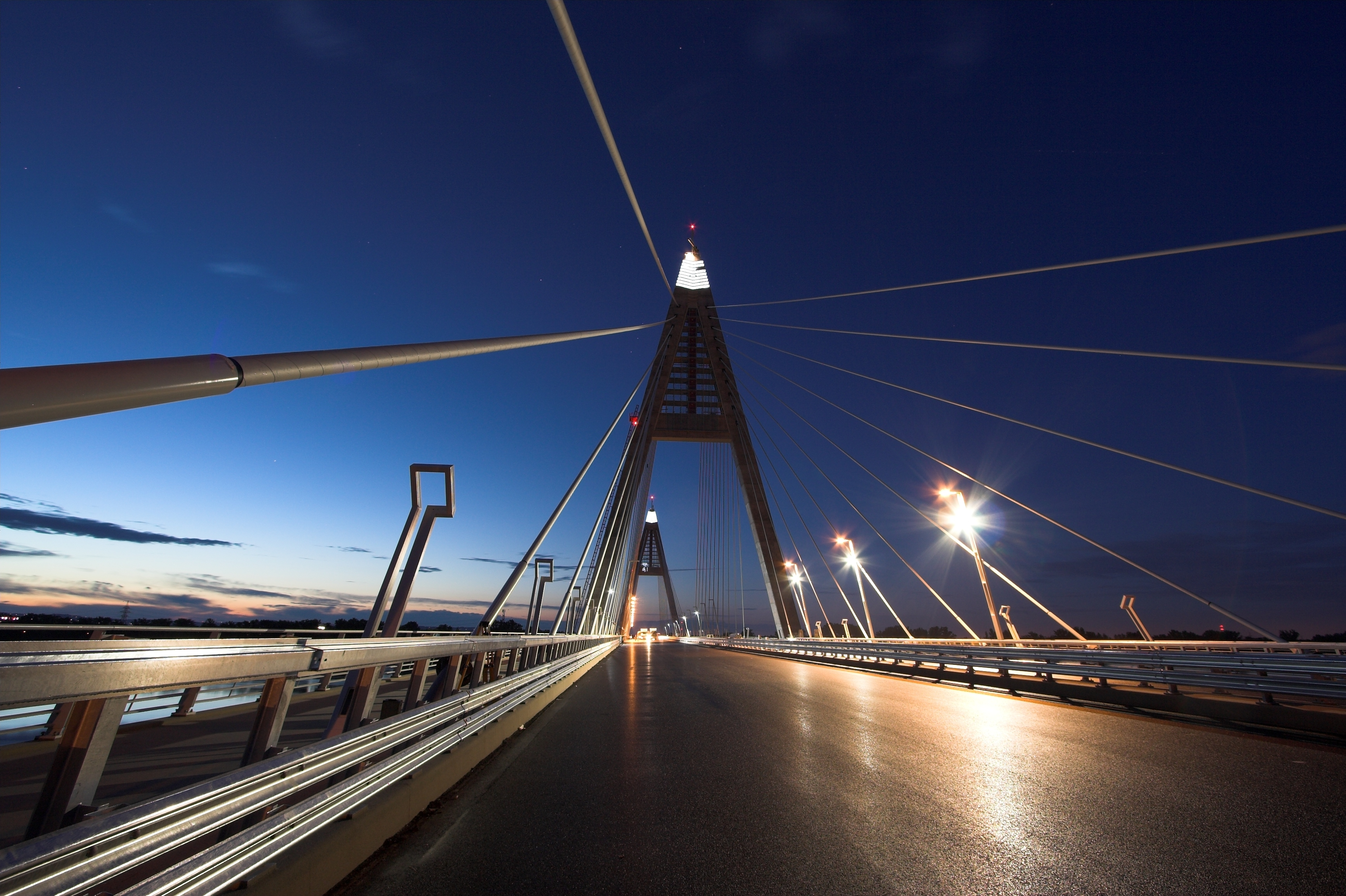
Ponte Megyeri um mês antes de sua inauguração oficial

Ponte Megyeri é uma ponte estaiada que atravessa o rio Danúbio entre Buda e Peste, respectivamente os lados ocidental e oriental de Budapeste, capital da Hungria. É um trecho importante do rodoanel M0, que circunda a cidade. Construída a um custo de 63 bilhões de florins, foi inaugurada em 30 de setembro de 2008.